# NGC 5613
NGC 5613 is een balkspiraalstelsel in het sterrenbeeld Ossenhoeder. Het hemelobject werd op 1 maart 1851 ontdekt door de Ierse astronoom William Parsons.

## Synoniemen
- UGC 9228
- MCG 6-32-21
- VV 77
- Arp 178
- NPM1G +35.0310
- PGC 51433